# فرانك ريد
فرانك ريد (بالإنجليزية: Frank Reid)‏ (16 يونيو 1920 في المملكة المتحدة - 1 يناير 1970) هو لاعب كرة قدم بريطاني (وحمل سابقاً جنسية المملكة المتحدة لبريطانيا العظمى وأيرلندا) في مركز الهجوم. لعب مع ستوكبورت كونتي وهدرسفيلد تاون وMossley A.F.C. ‏.